# Trabuca
Se llama trabuca a una especie de cohete que se arrojaba a ras de suelo y andaba culebreando hasta que se acababa la munición que le impulsaba. 
Cuando se apagaba concluía con un estallido semejante al del trabuco, de donde procede su nombre. Se empleaba para que los puestos avanzados de una plaza fuerte diesen la señal de alarma. 